# Hypericum pamphylicum
Hypericum pamphylicum är en johannesörtsväxtart som beskrevs av Robson och P. H. Davis. Hypericum pamphylicum ingår i släktet johannesörter, och familjen johannesörtsväxter. Inga underarter finns listade i Catalogue of Life.